# Ahmed Alos
Ahmed Abdullah Alos (3 aprile 1994) è un calciatore yemenita, centrocampista dell'Al Wahda e della nazionale yemenita.

## Carriera

### Club
Ha sempre giocato nel campionato yemenita.

### Nazionale
Ha esordito in Nazionale nel 2014 e preso parte alla Coppa d'Asia 2019.